# Aquilegia sicula
Aquilegia sicula är en ranunkelväxtart som först beskrevs av P.Gabriel Strobl, och fick sitt nu gällande namn av E.Nardi. Aquilegia sicula ingår i släktet aklejor, och familjen ranunkelväxter. Inga underarter finns listade i Catalogue of Life.